# Brunatnica (owady)
Brunatnica (Pheosia) – rodzaj motyli z rodziny garbatkowatych.
Motyle o krępym ciele. Głowa ich jest zaopatrzona w krótkie, obustronnie grzebykowane czułki, nieowłosione oczy złożone, bardzo krótkie głaszczki i uwstecznioną ssawkę, natomiast pozbawiona jest przyoczek. Szeroki i z wierzchu wypukły tułów zaopatrzony jest w gęsto porośnięte włosowatymi łuskami tegule. Skrzydła przednie są stosunkowo wąskie i wydłużone, tylne zaś małe i trójkątne. Przednie skrzydło ma krawędź zewnętrzną równomiernie łukowatą z ząbkowaniem, a krawędź tylną z pojedynczym, rzucającym się w oczy zębem. Odnóża tylnej pary mają na goleniach dwie pary ostróg. Długi, cylindryczny odwłok ma zaokrąglony wierzchołek.
Rodzaj zamieszkuje krainy: palearktyczną i nearktyczną.
Takson ten wprowadzony został w 1819 roku przez Jacoba Hübnera. Zalicza się doń 6 opisanych gatunków:
- Pheosia albivertex (Hampson, 1893)
- Pheosia buddhista (Püngeler, 1899)
- Pheosia dimidiata Herrich-Schäffer, 1856
- Pheosia gnoma (Fabricius, 1777)– brunatnica grotówka
- Pheosia rimosa Packard, 1864
- Pheosia tremula (Clerck, 1759) – brunatnica koziagłówka